# サマン・ゴドス
サマン・ゴドス（Saman Ghoddos 、1993年9月6日 - ）は、スウェーデン・マルメ出身のイランのサッカー選手。イラン代表。ポジションはFW。

## 経歴

### クラブ
下位リーグのクラブでプレーをはじめ、2016年にエステルスンドFKに加入。4月4日のハンマルビーIF戦で念願のトップリーグデビューを果たした。2017-18シーズンのUEFAヨーロッパリーグではグループリーグ突破に貢献し、ラウンド32のアーセナルFC戦では2ndレグでの2-1の勝利に貢献。結果的にはクラブはラウンド32止まりではあったものの、敵将のアーセン・ヴェンゲルから高い評価を受け、プレミアリーグの複数クラブが獲得に興味を示した。
2018年8月23日、リーグ・アンのアミアンSCと5年契約を結んだ。移籍金は4000万クローナ（約380万ユーロ）で、これはアルスヴェンスカンから移籍した選手としてはズラタン・イブラヒモビッチ、アレクサンデル・イサクに次ぎ3番目に高額な移籍金となった。
2020年9月21日、EFLチャンピオンシップのブレントフォードFCに買取オプション付きのレンタルで加入。
2021年1月14日、ブレントフォードFCは買取オプションを行使し、1年延長オプション付きの2023年夏までの契約を結んだ。

### 代表
2017年1月12日のスロバキア代表戦でスウェーデン代表デビュー。
その後、出場資格を持つイラン代表への鞍替えを決断。2017年10月5日のトーゴ代表戦でイラン代表デビューを果たした。
2018年6月、2018 FIFAワールドカップを戦うイラン代表の本大会メンバーに選出された。

## 代表歴

### 出場大会
- スウェーデン代表
- イラン代表
  - 2018 FIFAワールドカップ
  - 2022 FIFAワールドカップ

### 試合数
- 国際Aマッチ 2試合 1得点（スウェーデン、2017年）[13]
- 国際Aマッチ 40試合 2得点（イラン、2017年-）[13]

| スウェーデン代表 | 国際Aマッチ | 国際Aマッチ |
| 年               | 出場        | 得点        |
| ---------------- | ----------- | ----------- |
| 2017             | 2           | 1           |
| 通算             | 2           | 1           |

| イラン代表 | 国際Aマッチ | 国際Aマッチ |
| 年         | 出場        | 得点        |
| ---------- | ----------- | ----------- |
| 2017       | 4           | 1           |
| 2018       | 11          | 0           |
| 2019       | 6           | 1           |
| 2020       | 1           | 0           |
| 2021       | 7           | 0           |
| 2022       | 5           | 0           |
| 2023       | 6           | 0           |
| 2024       |             |             |
| 通算       | 40          | 2           |